# با احتیاط جابه‌جا کنید
با احتیاط جابه‌جا کنید (انگلیسی: Handle with Care) یک فیلم کمدی بریتانیایی به کارگردانی رندال فی است که در سال ۱۹۳۵ منتشر شد.

## بازیگران
- مالی لمانت
- جیمز فینلیسون
- جک هابز
- هنری ویکتور
- مارگارت یارد
- تونی ادگار-بروس
- ویرا بوگتی